# Mierzyce (gmina)
Mierzyce (od 1973 Wierzchlas) – dawna gmina wiejska istniejąca do 1954 roku w woj. łódzkim. Siedzibą władz gminy były Mierzyce.
W okresie międzywojennym gmina Mierzyce należała do powiatu wieluńskiego w woj. łódzkim. Po wojnie gmina zachowała przynależność administracyjną. Według stanu z dnia 1 lipca 1952 roku gmina składała się z 18 gromad: Bieniec, Bobrowniki, Broników, Gligi, Jajczaki, Kamion, Kochlew, Krzeczów, Łaszew AB, Łaszew Rządowy, Mierzyce, Mokre, Niżankowice, Ogroble, Przywóz, Strugi, Toporów i Załęcze Małe.
Jednostka została zniesiona 29 września 1954 roku wraz z reformą wprowadzającą gromady w miejsce gmin. Po reaktywowaniu gmin z dniem 1 stycznia 1973 roku gminy Mierzyce nie przywrócono, utworzono natomiast jej terytorialny odpowiednik, gminę Wierzchlas.